# Hrînkiv, Rojneativ
Hrînkiv (în ucraineană Гриньків) este un sat în comuna Osmoloda din raionul Rojneativ, regiunea Ivano-Frankivsk, Ucraina.

## Demografie
Componența lingvistică a localității Hrînkiv
     Ucraineană (100%)
Conform recensământului din 2001, toată populația localității Hrînkiv era vorbitoare de ucraineană (100%).